# چشم لندن
چشم لندن یا چرخ هزاره بلندترین چرخ و فلک اروپا با ارتفاع ۱۳۵ متر است که به عنوان یکی از جاذبه‌های توریستی لندن محسوب می‌گردد. این چرخ و فلک در ساحل شرقی رودخانه تایمز و تقریباً روبروی ساختمان پارلمان بریتانیا واقع شده‌است.
چشم لندن با سرمایه‌گذاری بریتیش ایرویز احداث شده و از سال ۲۰۰۰ در معرض استفاده قرار گرفت. چشم لندن از زمان افتتاح تا ماه مه سال ۲۰۰۶ به عنوان بلندترین چرخ و فلک جهان شناخته می‌شد عنوانی که در همان سال به چرخ و فلک ستاره نانچانگ رسید.

## تاریخچه پیدایش

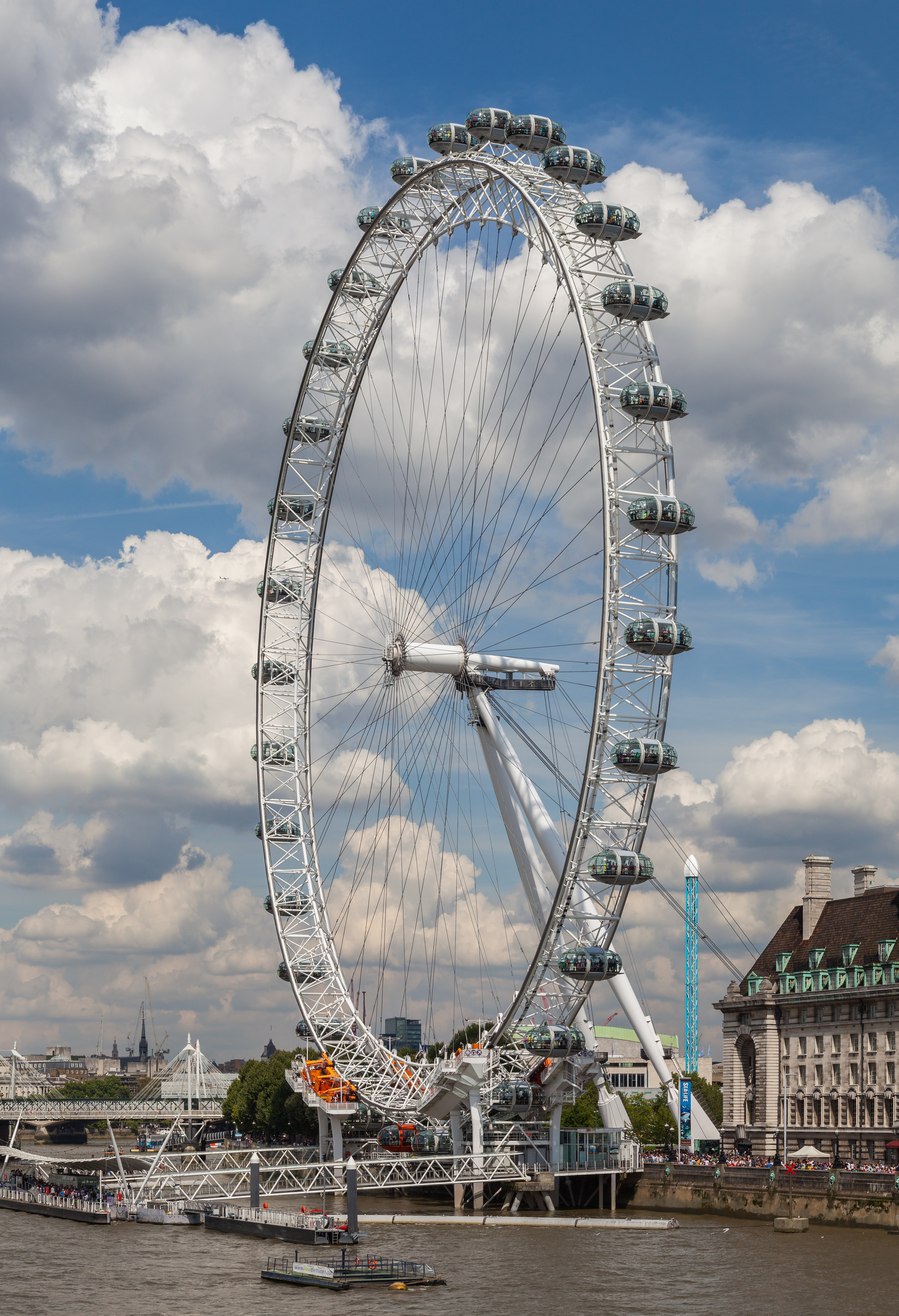
چشم لندن، لندن، انگلستان

طراحان این چرخ و فلک زوجی بودند که در سال ۱۹۹۳ در مسابقهٔ طراحی آزاد شرکت کردند تا معماری این بنای دیدنی را که به مناسبت جشن هزاره سال ۲۰۰۰ برگزار می‌شود بر عهده بگیرند، اما متأسفانه طرح این زوج برای ساخت بزرگ‌ترین چرخ و فلک اروپا به همراه تمامی طرح‌هایی که افراد دیگر کشیده بودند با شکست روبرو شد. پس از بهم خوردن مسابقه این زن و شوهر تصمیم به تأسیس شرکت خودشان گرفتند تا با ایدهٔ متنوعی از چرخ و فلک آن را به مرحلهٔ اجرا برسانند. آنها زوج خوشبختی بودند چرا، چون بعداز علنی شدن خبر این طرح شرکت بریتیش ایرویز تصمیم گرفت برای کمک به این زوج اعلام آمادگی کند و تا تمام شدن طرح هزینهٔ آن را بر عهده بگیرد.
این پروژه می‌بایستی تا قبل از شروع جشن سال نو به پایان می‌رسید و در سال ۲۰۰۰ افتتاح می‌گردید؛ بنابراین برای اینکه بتوانند کار را پیش ببرند می بابیتسی تیمی تشکیل شده از ۱۷۰۰ نفر نیروی متخصص گردهم می‌آمدند و بی وقفه کارمی کردند تا طرحی شگفتانه و منحصر به فرد خلق کنند.
به خاطر اینکه شرکت بریتیش ایرویز پشتیبان این طرح بود در ابتدای کار قرار شد نام این سازه «چرخ و فلک هزارهٔ بریتیش ایرویز» شناخته شود. این سازه، بخاطر نمادی از۳۲ منطقه لندن ،۳۲محفظهٔ کپسول مانند را در بر می‌گیرد و از داخل کپسول‌ها می‌توان نظاره گر بی نظیر شهر باشید چشم لندن، بخاطر نقش مؤثر در صنعت گردشگری و همچنین از لحاظ معماری بیش از ۴۰ جایزهٔ مختلف را به خود اختصاص داده‌است.
چشم لندن  پس از چرخ و فلک های عین دبی های رولر پرنده سنگاپوری ستاره نانچانگ و چرخ و فلک خورشید مسکو بلندترین چرخ و فلک دنیا و دومین چرخ و فلک بلند اروپا و پنجاه و پنجمین سازه بلند لندن است.

## ترابری
نزدیک‌ترین متروی لندن به چشم لندن ایستگاه متروی واترلو است، اگر چه از ایستگاه متروی چارینگ کراس، ایستگاه متروی امبانکمنت و ایستگاه متروی وست‌مینستر به صورت پیاده نیز می‌توان به این چرخ و فلک دسترسی پیدا کرد.
ایستگاه‌های راه‌آهن واترلو و واترلو شرقی نیز در نزدیکی چشم لندن قرار دارند.

## نگارخانه

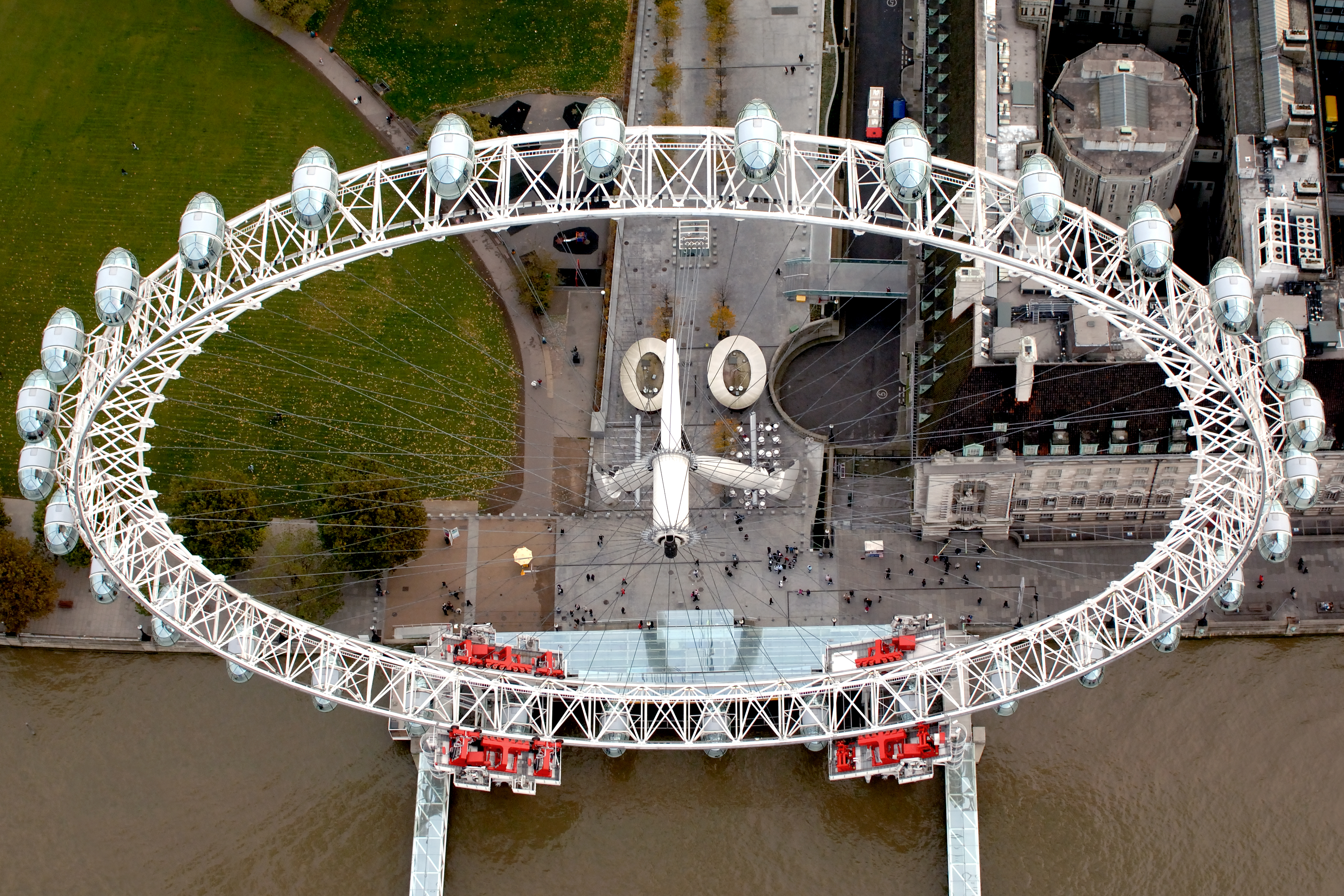
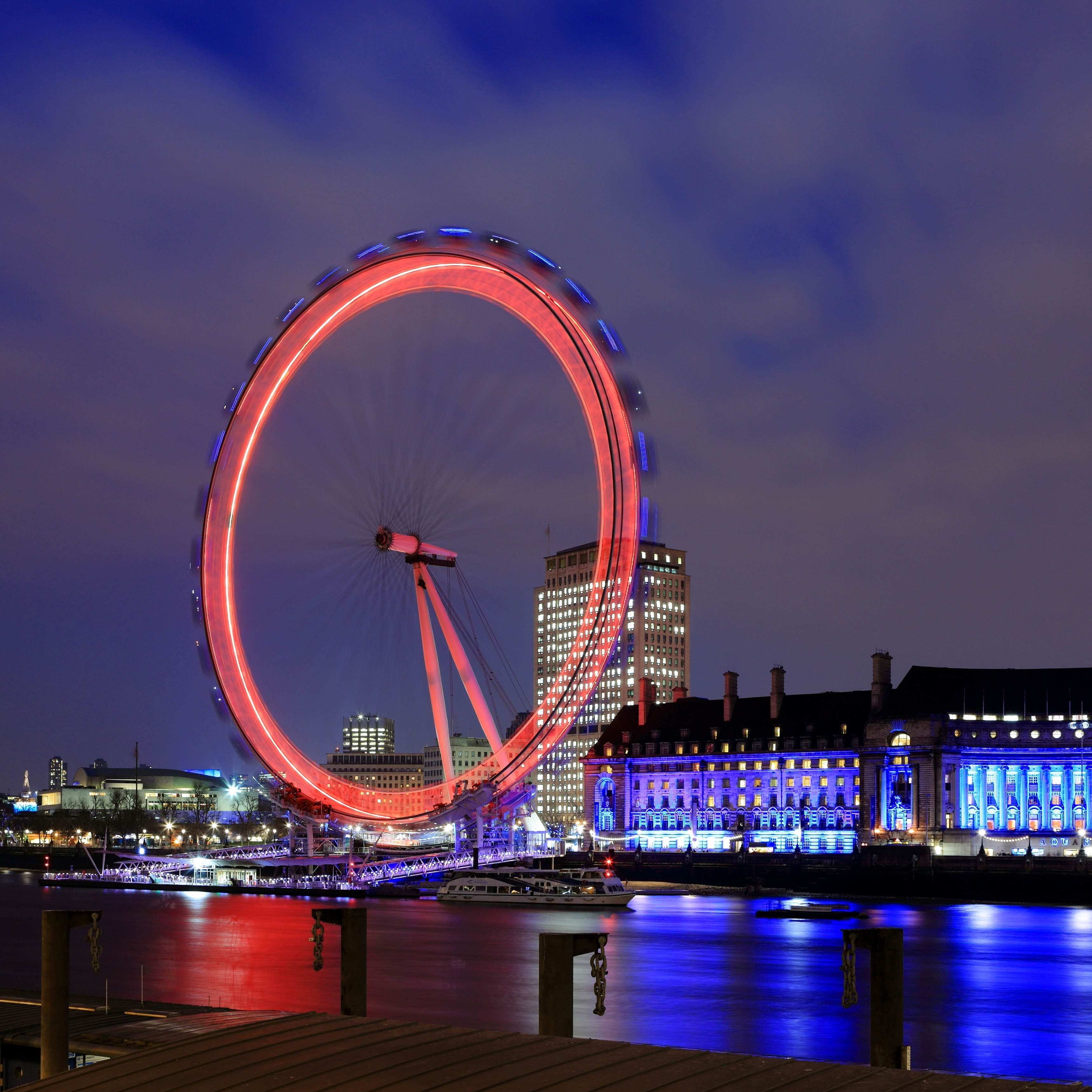
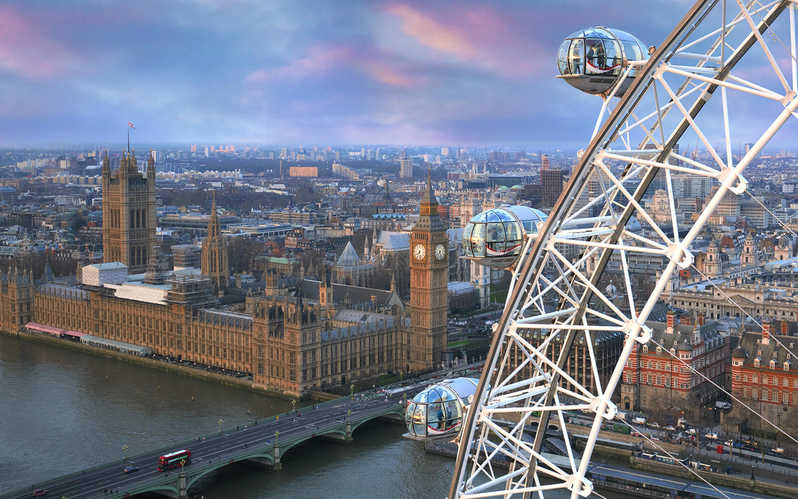
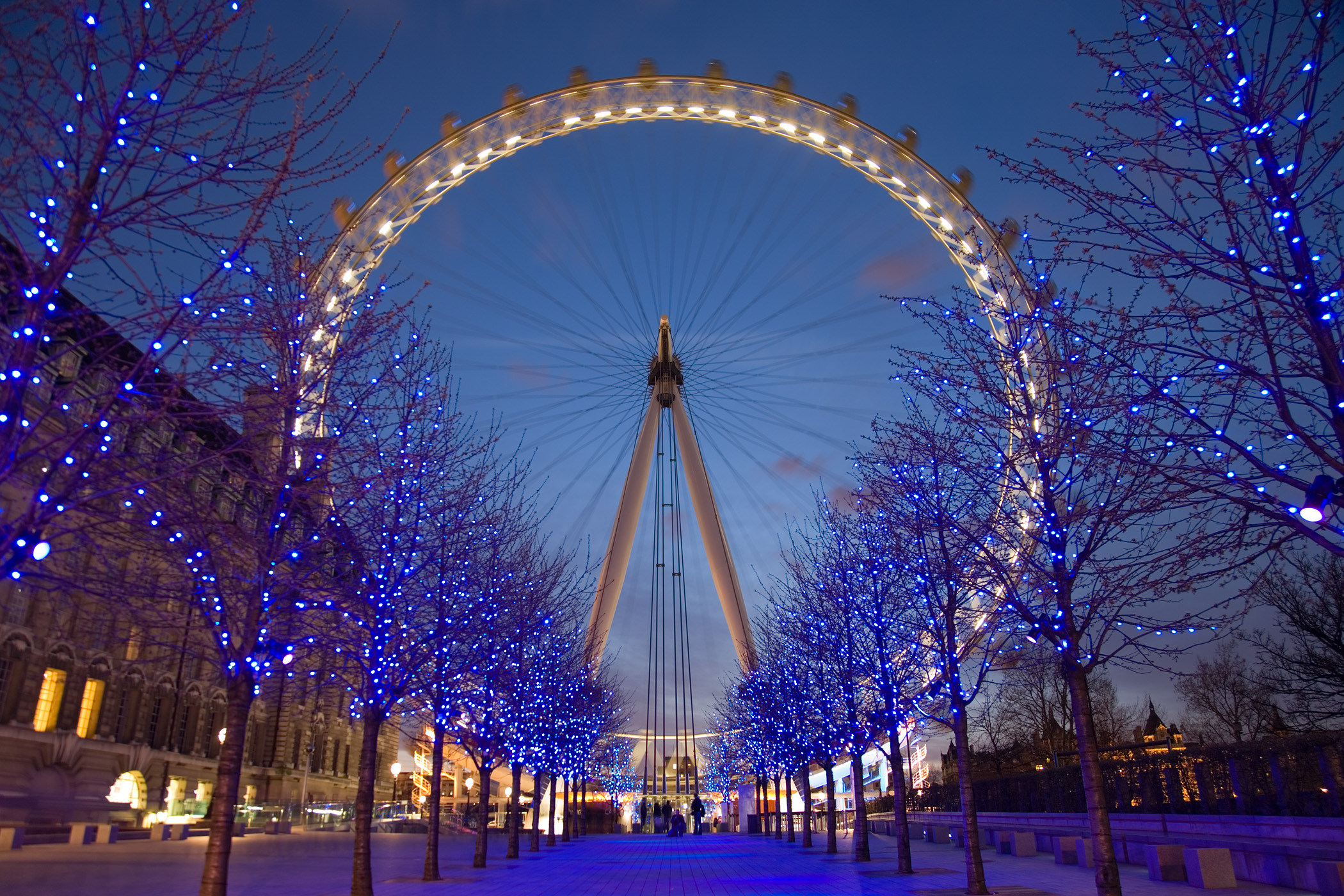